# ニコラ・レッシーニョ

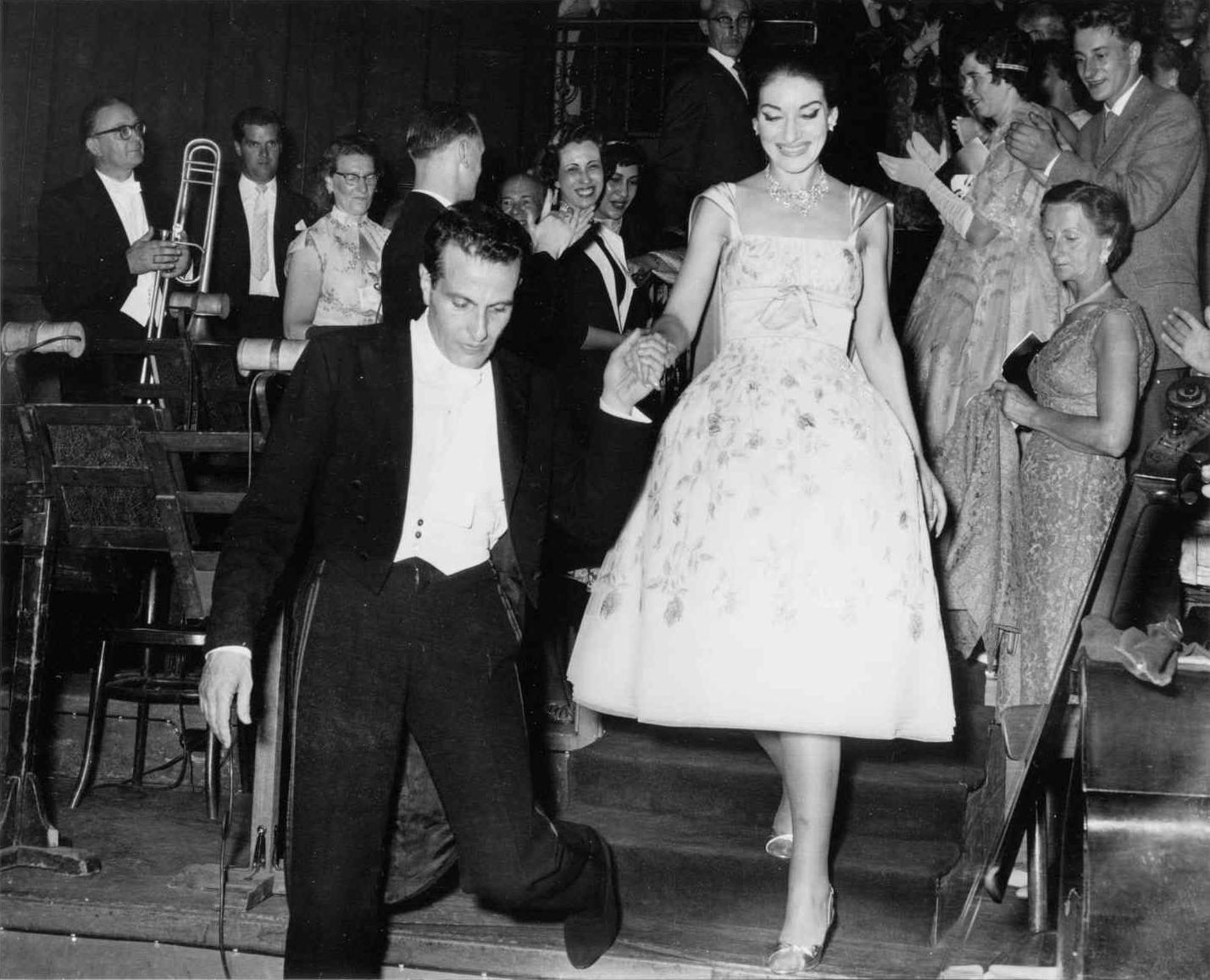
ニコラ・レッシーニョとマリア・カラス (1959)

ニコラ・レッシーニョ（Nicola Rescigno, 1916年5月28日 - 2008年8月4日）はアメリカ合衆国の指揮者。

## 生涯
ニューヨークのメトロポリタン歌劇場のトランペット奏者の家に生まれた。1929年からイルデブランド・ピツェッティ、ヴィットリオ・ジャンニーニやジョルジオ・ポラッコらに師事。1943年にブルックリン音楽院でジュゼッペ・ヴェルディの《椿姫》の上演を指揮してデビューを飾り、サン・カルロ・オペラのアメリカ巡業に同行して名声を得て、コネチカットやハバナの歌劇場の音楽監督の任についた。1953年にはシカゴ・リリック・オペラを旗揚げし、1956年まで音楽監督を務めた。1957年にはダラス・オペラの発起人の一人として名を連ね、そこの音楽監督を1990年まで務めた。レッシーニョは、またマリア・カラス、モンセラート・カバリェ、プラシド・ドミンゴ、ジョーン・サザーランド、テレサ・ベルガンサ、ジョン・ヴィッカーズやマグダ・オリヴェロといったオペラの名歌手たちのアメリカ・デビューで伴奏を担当したことでも知られ、演出家のフランコ・ゼフィレッリのアメリカ・デビューのときの指揮者も務めている。
メトロポリタン歌劇場には1978年から出演し、イタリア・オペラのスペシャリストであった。
ヴィテルボの病院にて死去。